# بلدية منطقة الظفرة
أصدر الشيخ خليفة بن زايد ال نهيان في مايو 2006 وبصفته حاكم إمارة أبوظبي القانون رقم (10) في شأن بلدية ومجلس بلدي منطقة الظفرة بإمارة أبوظبي. ونص القانون على أن تكون بلدية المنطقة الغربية ذات شخصية اعتبارية مستقلة وأهليه قانونية كاملة وتتبع دائرة الشؤون البلدية وان تكون مقرها مدينة زايد. كما نص أيضا على أن يدير البلدية جهاز إداري يشكل من عدد من الإدارات والاقسام المتخصصة وفقا للهيكل التنظيمي المعتمد من مجلس برئاسة مدير عام البلدية، ويكون الجهاز مسؤولا عن تقديم خدمات البلدية لأهالي المنطقة وتنفيذ قرارات المجلس البلدي وكافة اللوائح الداخلية الصادرة عنه. ويكون للمنطقة مجلس بلدي مكون من ستة عشر عضوا من بينهم الرئيس ويصدر بتعيينهم قرار من المجلس التنفيذي على ان يراعي من بينهم ستة على الاقل من المقيمين في كل مناطق المنطقة الغربية وتشمل: مدينة زايد، المرفأ، ليوا، السلع، غياثي، دلما، لضمان مستوى أوسع من المشاركة الشعبية في عملية اتخاذ القرارات. ويختص المجلس بكل ما من شأنه الارتقاء بمستوى تقديم الخدمات في المنطقة، وتحديد أسلوب قيام البلدية باعمالها ودعمها في ذلك، كما يعمل على تفعيل دور أعضاء منظمات المجتمع المدني المحلي بالنهوض بالبنية التحتية والخدمية للمنطقة. يعتبر المجلس البلدي صانع القرار الرئيسي للبلدية ويتولى تشريع أعمالها وإنشاء كافة اللجان الضرورية لتسهيل هذه الأعمال تحت أشراف دائرة الشؤون البلدية بأبو ظبي.

## خدمات بلدية منطقة الظفرة
- توزيع ونقل الأراضي السكنية للمواطنين.
- الاعتناء بالمنتزهات ومرافق التسلية بما في ذلك برنامج التشجير وتزيين الشوارع لتوفير أماكن ترفيه عامه ونيفة للعائلات والأطفال.

- تشغيل مراكز تم للخدمات الحكومية الموحدة في مدينة زايد وجزيرة دلما والسلع وغياثي مع العمل على افتتاح مزيد من هذه المراكز في المستقبل القريب في مدينتي المرفأ وليوا.
- إدارة العقارات بما في ذلك معاملات شرائها وبيعها ونقل ملكيتها.

- إصدار تراخيص البناء.
- دارة صيانة جميع الطرق داخل منطقة الظفرة باستثناء طرق السفر وذلك لضمان سفر امن ومريح للمواطنين.

## وصلات خارجية
- الموقع الرسمي لبلدية منطقة الظفرة
- الموقع الرسمي لمجلس تنمية المنطقة الغربية